# Боспорион
Боспорион (Просфорион, Просфирианская гавань, греч. Λιμήν Προσφόριος, Βοσπόριος, Βοσπόριον, Θωσφόριον ή Προσφόριον, лат. Portus Prosforius) — гавань древнегреческого города Византия и древнейшая гавань средневекового города Константинополя, столицы Византии (ныне район Фатих Стамбула в Турции), на южном берегу залива Золотой Рог, напротив Галаты, к востоку от гавани Неорион, на мысе Сарайбурну, омываемом с юга Мраморным морем (Пропонтидой) и с востока проливом Босфор (Боспор Фракийский), восточнее современного Галатского моста и порта Неорий. Город с гаванью соединяли одни из городских ворот в морских стенах Константинополя (стенах Золотого Рога) — Евгеньевы ворота (ворота святого Евгения, πύλαι ἁγίου Εὐγενίου). Использовалась ещё в античности и играла важную роль на протяжении византийского периода. Рядом с воротами святого Евгения находилась башня Кентинарий, служившая опорой для железной цепи, которой во время осады перекрывался вход в залив Золотой Рог. На территории к востоку от ворот Неорий, включая берег порта Боспорион (в том числе у ворот святого Евгения) согласно хрисовулу Мануила I Комнина 1155 г. располагался генуэзский квартал. В 1162 году колония была разгромлена пизанцами. В 1169 году колония восстановлена и построена церковь святого Евгения. Генуэзцев выселили в 1264 году в Ираклию Фракийскую (Мармара Эреглиси).

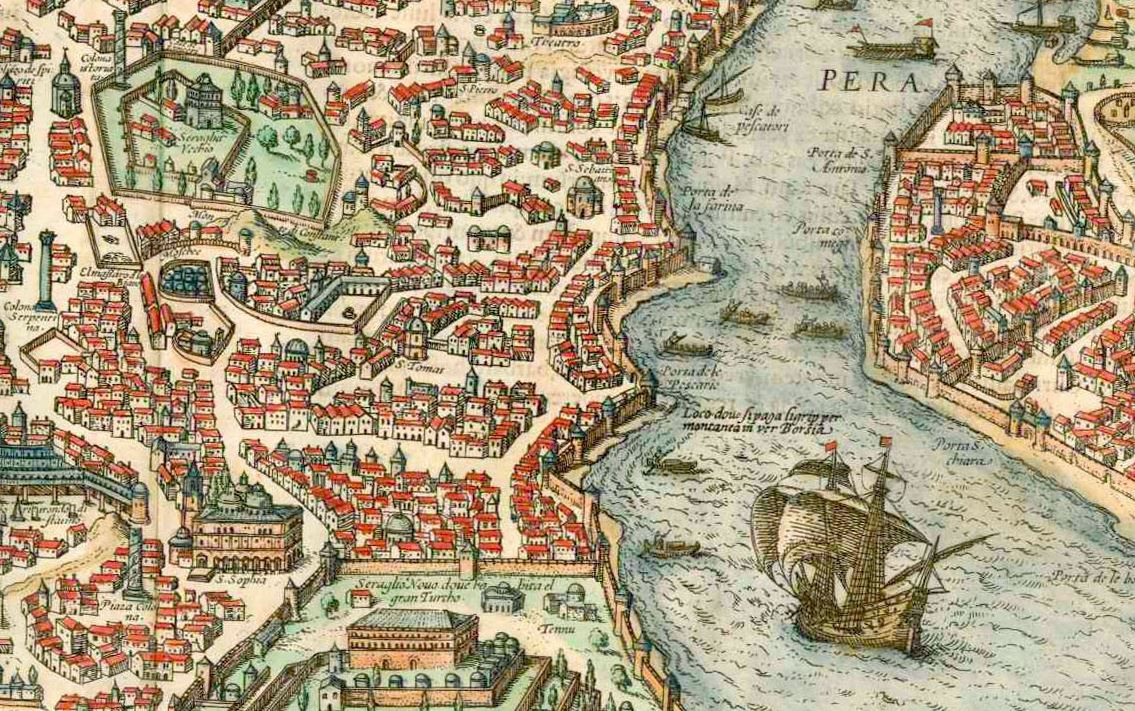
Константинополь. Фрагмент карты Byzantium nunc Constantinopolis Франца Хогенберга, изданной Браун, Георг (богослов) в 1572 году

Гавань заилилась к концу 1-го тысячелетия. В период 1261—1453 гг. гавань утратила своё значение и играла роль исключительно стоянки кораблей (ναύσταθμος) для поездок императора между Большим Влахернским дворцом и собором Святой Софии. Ворота святого Евгения в этот период назывались Царскими, потому что через них проходил император, направляясь в собор.
После падения Константинополя в 1453 году и возведения Сур-и Султани (стен дворца Топкапы) в 1457 году, башня Святого Евгения вошла в их состав. Собственно гавань осталась западнее. В правление султана Селима I башня Святого Евгения перестроена в павильон Яла Кёшк (Йалы кёшкю капыси — ворота набережного павильона). В XVI веке павильон дважды перестаивался. Разрушен во время строительства железной дороги в правление Абдул-Азиза в 1871 году.
В настоящее время территорию гавани занимает часть ж/д вокзал Сиркеджи.